# Desmodium wade
Desmodium wade är en ärtväxtart som först beskrevs av Domenico Vandelli, och fick sitt nu gällande namn av Dc. Desmodium wade ingår i släktet Desmodium och familjen ärtväxter. Inga underarter finns listade i Catalogue of Life.